# The Elder Scrolls Online
The Elder Scrolls Online (скраћено ESO или TESO) масивна вишекорисничка мрежна игра играња улога коју је развила компанија ZeniMax Online Studios. Део је серије игара The Elder Scrolls. Најављена је 3. маја 2012. године на сајту часописа Game Informer. На њен развој уложено је седам година. Изашла је 4. априла 2014. за Microsoft Windows и Mac OS и 9. јуна 2015. за Xbox One и PlayStation 4.
Место и време радње смештено је на измишљеном континенту Тамријел, хиљаду година пре догађаја у игри The Elder Scrolls V: Skyrim и око 800 година пре догађаја у The Elder Scrolls III: Morrowind и The Elder Scrolls IV: Oblivion. Гејмплеј је углавном нелинеаран. Представља мешавину квестова (quests), случајних догађаја (random events) и слободног истраживања света (free-roaming exploration). Не постоји начин (mode) да се игра игра соло (single-player) ван мреже (offline). Међутим, развојни тим је најавио „мноштво садржаја“ прилагођених играчима који преферирају да играју соло. Избор расе и класе главног лика препуштен је играчу. Свака класа и раса има своје посебне карактеристике. 
У почетку је добила различите оцене. Знатно их је поправила када је с новим издањем под промењеним називом Elder Scrolls Online: Tamriel Unlimited од 17. марта 2015. укинута претплата на игру и уведен систем плаћања buy to play (плати, па играј).